# 국가의료정보센터
국립의료정보원(영어: National Center for Medical Intelligence (NCMI))는 포트 데트릭에 있는 미국 국방정보국 산하 첩보기관이다.

## 역사
제2차 세계 대전 당시에 설치된 미국 육군 의무감실 산하 의료정보과(Medical Intelligence Section)를 기원으로 한다.
1956년 9월 24일, 월터 리드 육군 의료원 일반명령 제62호(WRAMC GO 62)에 따라 월터 리드 육군의료원에 미국 육군 의료정보첩보국이 설립되었다.
1979년, 포트 데트릭으로 이전하였다.
1982년, 미국 육군 의무감을 떠나 합동근무조직인 국군의료정보원으로 개편되었다.
1992년, 미국 국방정보국 산하 센터가 되었다.
2008년 7월 2일, 국군의료정보원이 국가의료정보원로 개명되었다.
2010년, 센터의 시설을 확장했다. 작업공간, 회의실, 훈련실, 주차장 등을 확대했다.

### 코로나19
2020년 코로나19로 WHO가 팬데믹을 선언했다. 그런데, 중국 정부나 WHO 보다도 앞선 2019년 11월말에 NCMI가 백악관에 중국발 전염병 우려 보고서를 제출했다고 보도되었다. 코로나19의 원인으로는 여러 가지 가설이 있으며, 그중에서도 시진핑 외 왕후닝이 이끄는 중국 공산당이 주도한 생화학 테러를 의심하는 견해가 있는데, 미국 정보기관이 우한에서 전염병이 퍼질 것을 보고했다는 것이다.

## 계보
- 1956년 9월 24일, 미국 육군 소속 Medical Information and Intelligence Agency (MIIA)→의료정보 및 첩보국
- 1982년, Armed Forces Medical Intelligence Center (AFMIC)→국군의료정보원
- 2008년 7월 2일, National Center for Medical Intelligence (NCMI)→국가의료정보원

## 같이 보기
- 포트 데트릭